# Krultandlantaarnhaai
De krultandlantaarnhaai (Centroscyllium nigrum) is een vis uit de familie Etmopteridae (volgens oudere inzichten de familie Dalatiidae) en behoort in elk geval tot de orde van doornhaaiachtigen (Squaliformes). De vis kan een lengte bereiken van 50 centimeter.

## Leefomgeving
De krultandlantaarnhaai is een zoutwatervis. De vis komt voor in diep water in de Grote Oceaan op 400 tot ruim 1100 meter diepte.

## Relatie tot de mens
De krultandlantaarnhaai is voor de visserij van geen belang. In de hengelsport wordt er weinig op de vis gejaagd.